# Koblenz-Moselweiß

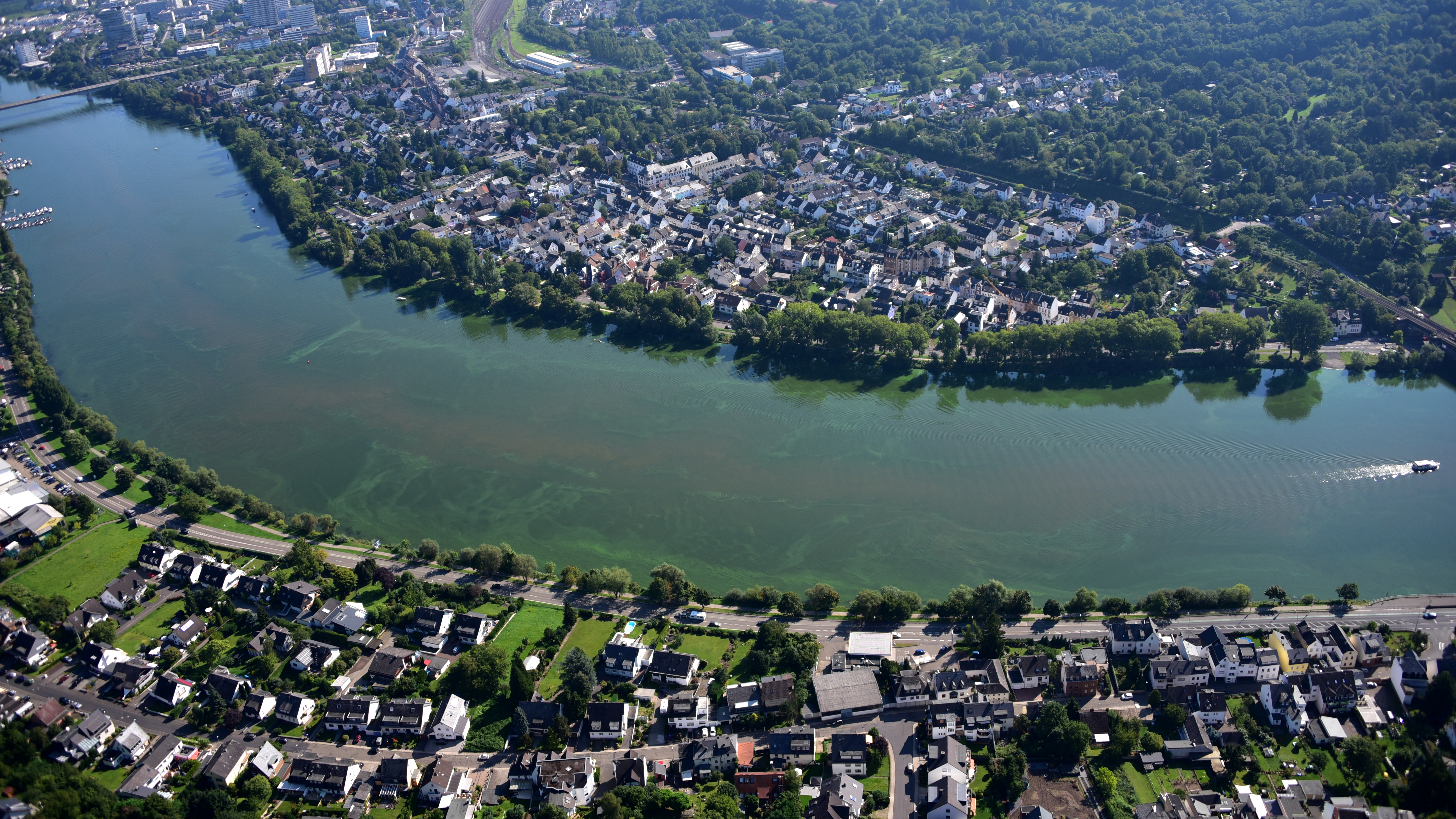
Koblenz-Moselweiß, Luftaufnahme (2017)

Koblenz-Moselweiß ist ein Stadtteil von Koblenz. Er liegt auf der rechten Moselseite zwischen Lay im Südwesten sowie dem Rauental und der Goldgrube im Nordosten. Neben einem Wohngebiet und dem Krankenhaus Kemperhof findet sich hier ein Verwaltungszentrum mit Behörden und Unternehmensgebäuden (so genanntes Verwaltungszentrum II).

## Geographie
Der Ort Moselweiß liegt auf dem Gleithang der Mosel zwischen dem Fluss und dem westlichen Abhang zur Karthause.
Südwestlich der Moselbrücke nach Güls beginnen die Rebhänge der Steillage Moselweißer Hamm. Gestockt wurde früher ausschließlich Riesling, im 21. Jahrhundert aber auch vereinzelt Spätburgunder und Grauburgunder. Der Anbau dieser anspruchsvolleren Gewächse ist im Zuge der Querterrassierung im Jahr 2000 eingeführt worden, die die direkte Sonneneinstrahlung verbessert und eine Befahrbarkeit des Weinbergs mit Maschinen ermöglicht hat.

## Geschichte

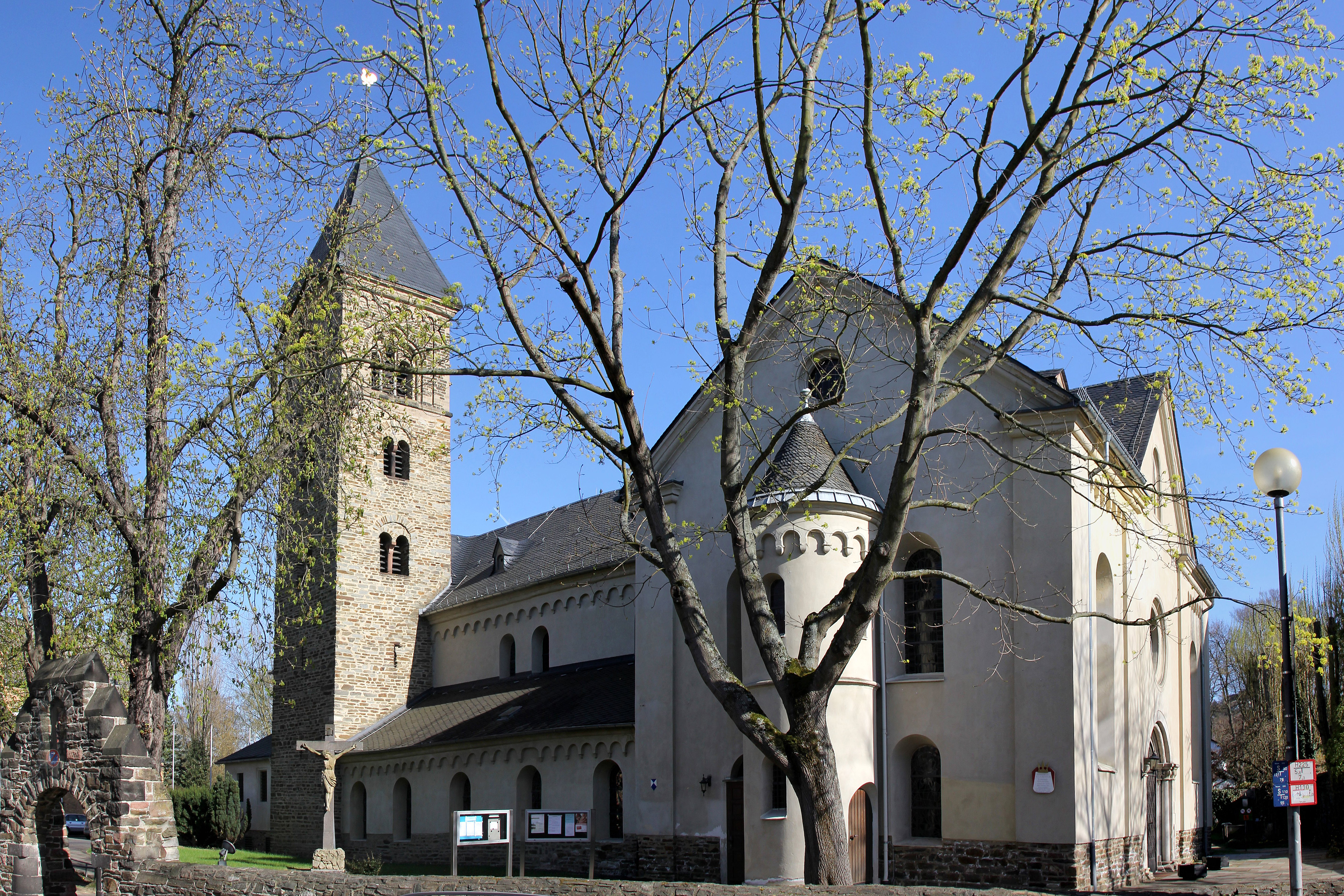
Die katholische Pfarrkirche St. Laurentius

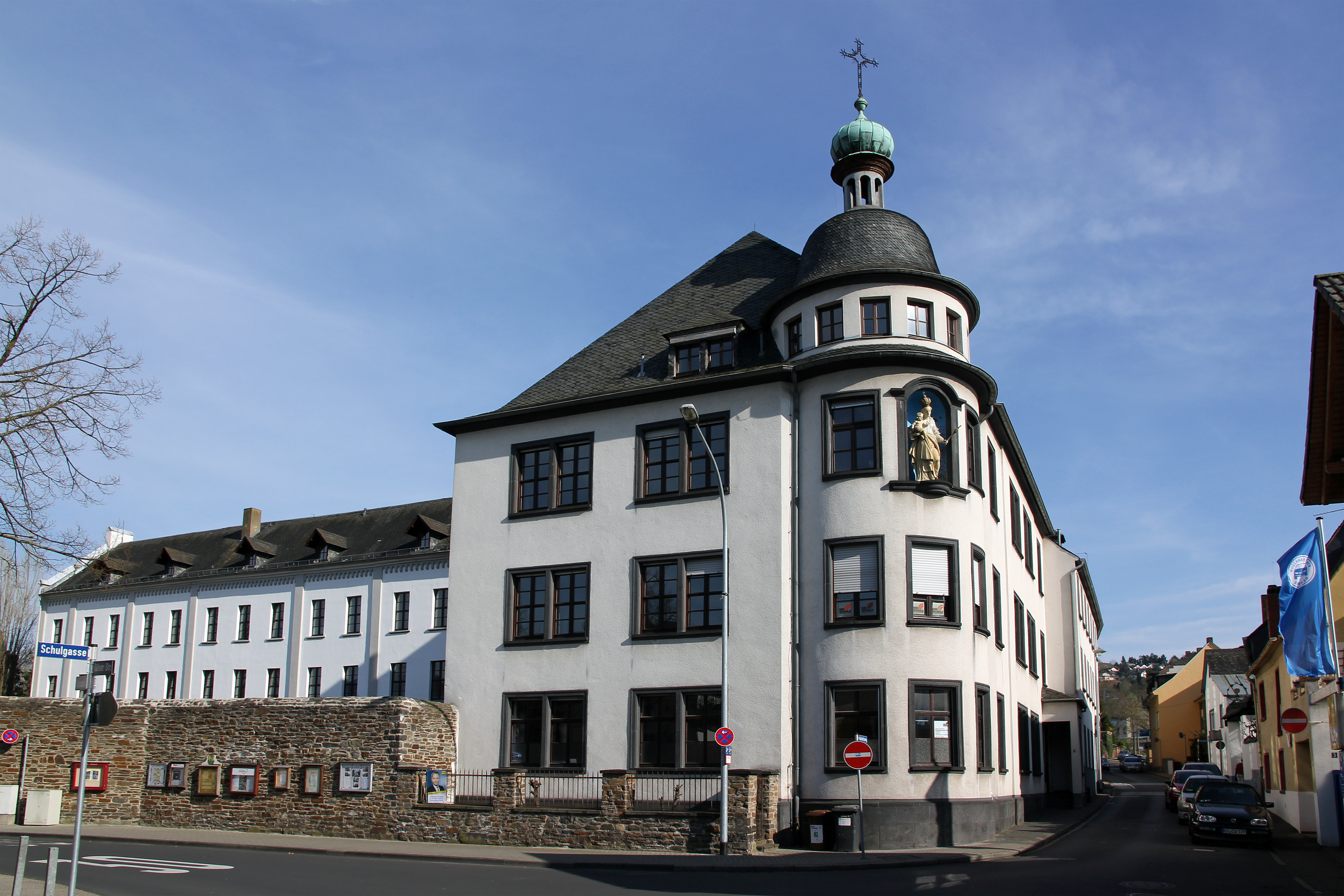
Das ehemalige Salesianerinnenkloster Koblenz

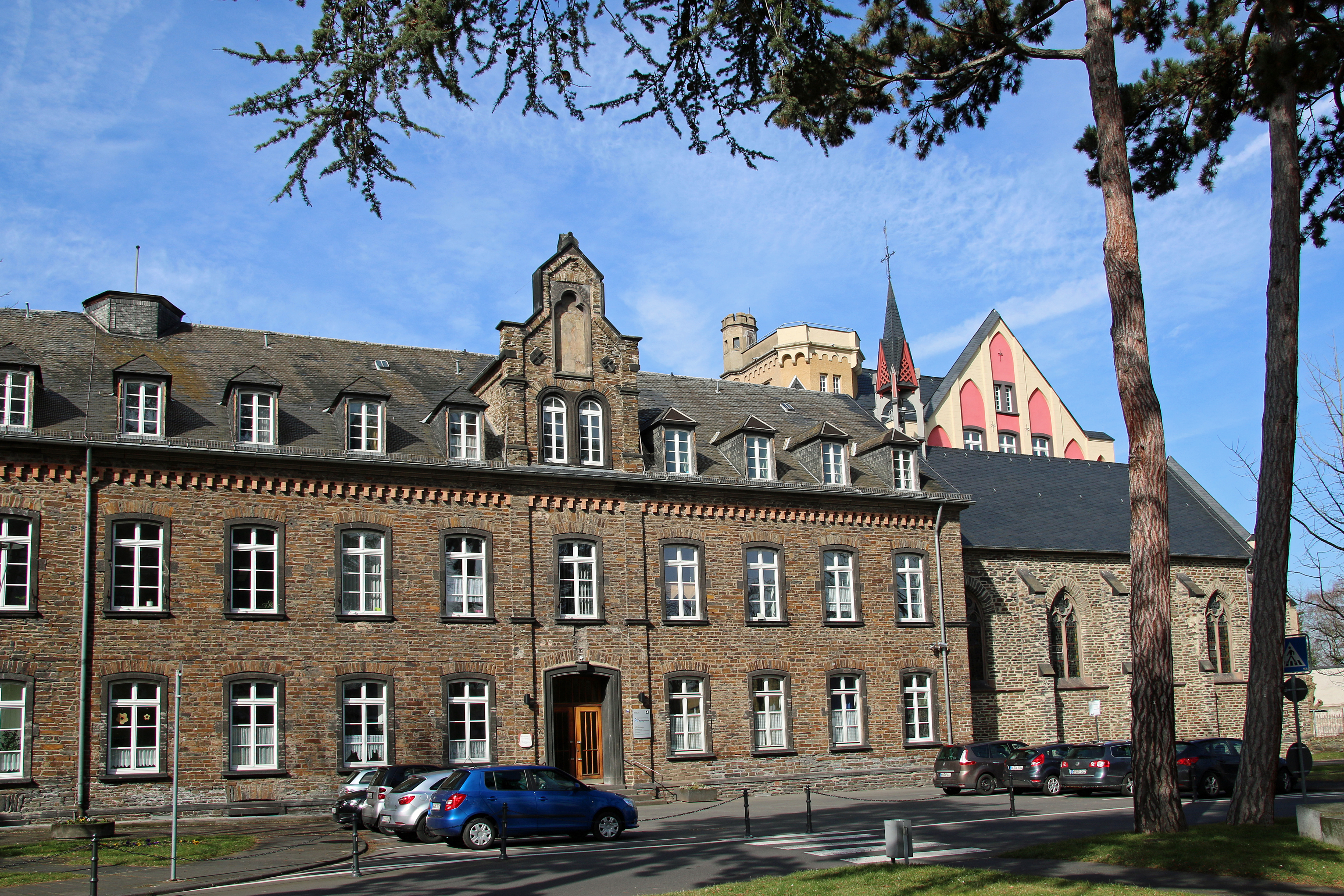
Der Altbau des Kemperhofs

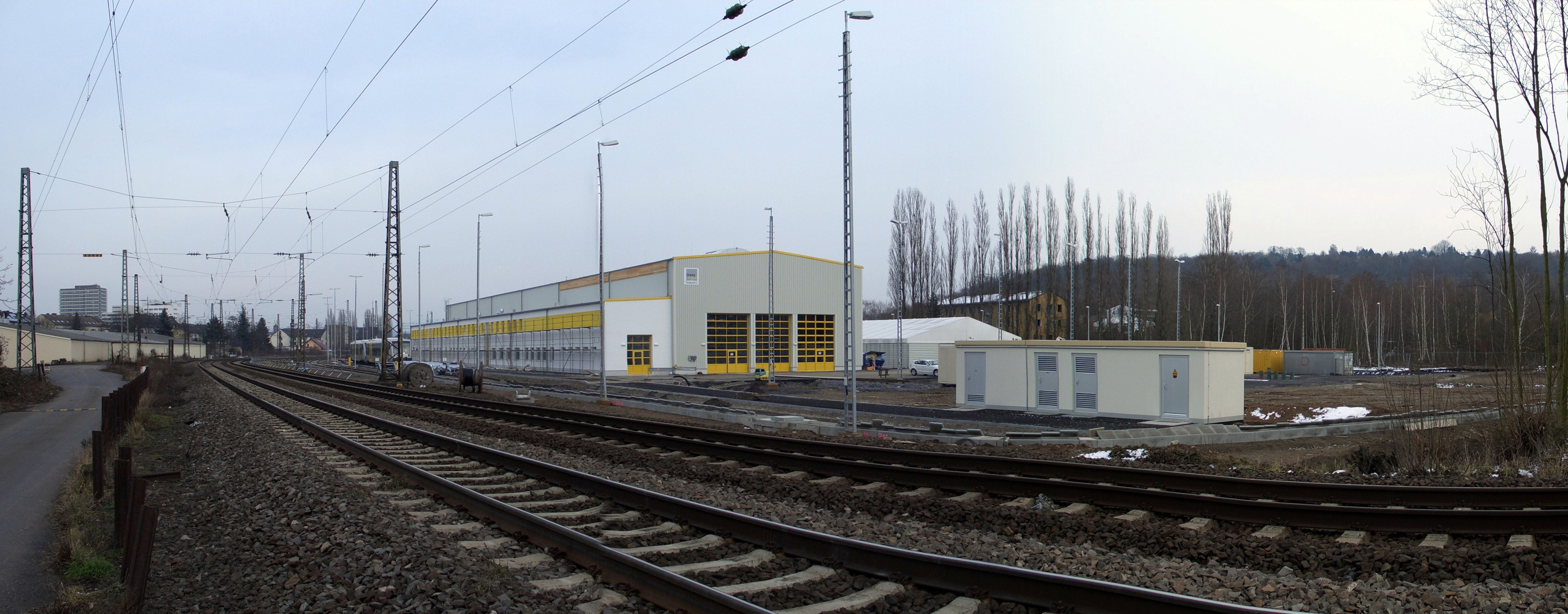
Die bereits bestehenden Anlagen des trans regio Betriebswerks Koblenz-Mosel

Münzfunde aus dem 3. und 4. Jahrhundert lassen auf eine römische Besiedlung im Bereich des heutigen Kemperhofs schließen. Moselweiß wurde erstmals urkundlich im Jahre 1070 unter dem Namen Wissa (Weiß) im Zusammenhang mit einer Schenkung des Adligen Kuno zugunsten des Stifts St. Florin in Koblenz erwähnt. Seit 1136 sind Wingerte zu Wissa häufig Grund für weitere Erwähnungen des Ortes. Moselweiß bildete schon seit frühester Zeit zusammen mit Neuendorf und Koblenz eine gemeinsame Marktgemeinde, wie aus einer Erwähnung aus dem Jahre 1198 hervorgeht. Der Stadtrat von Koblenz beschloss 1340 den Einwohnern von Moselweiß das Koblenzer Bürgerrecht zu geben, was noch 1469 urkundlich erwähnt wurde.
Die Bewilligung einer eigenständigen Pfarrei (St. Laurentius) wird 1201 erstmals in einer Urkunde des Propstes Bruno von St. Kastor erwähnt. Im Mittelalter waren in Moselweiß mehrere adelige Familien ansässig. Ein umfangreicher Teil des Gebiets gehörte als Grundbesitz Klöstern und Stiften.
In der französischen Besatzungszeit ab 1794 und zeitweise auch unter preußischer Verwaltung gehörte die Gemeinde Moselweiß zum Bürgermeistereiverband Koblenz, aus dem sie jedoch 1857 ausschied. Zusammen mit Neuendorf wurde Moselweiß verwaltungsmäßig der Bürgermeisterei St. Sebastian zugeschlagen. Ab 1887 wurde Moselweiß dem Landkreis Koblenz zugeordnet und schließlich am 1. April 1902 nach Koblenz eingemeindet.
Mit dem Bau der Moselstrecke wurde zur Überquerung der Mosel 1878 zwischen Güls und Moselweiß die Gülser Eisenbahnbrücke errichtet. An der Eisenbahnstrecke entstand 1900 zwischen Moselweiß und der Goldgrube für die zu wartenden Lokomotiven das Bahnbetriebswerk Koblenz-Mosel, welches im Zweiten Weltkrieg häufig Hauptangriffsziel der Luftangriffe auf Koblenz war. Mit dem Niedergang der Dampflok-Ära wurde das Gelände 1988 stillgelegt. Das Gelände wurde 2007 von der Bahngesellschaft trans regio aufgekauft, die dort neue Wartungshallen für E-Loks baut.
Im Nordosten von Moselweiß bildet seit den 1970er Jahren der Büropark des Verwaltungszentrums II rund um die Ferdinand-Sauerbruch-Straße die Grenze zum Rauental und damit den Übergang zu den urbanen Stadtteilen von Koblenz.

## Bauwerke
- Katholische Pfarrkirche St. Laurentius
- Ehemaliges Salesianerinnenkloster Koblenz
- Kemperhof mit dem denkmalgeschützten Altbau von 1851
- Bahnbetriebswerk Koblenz-Mosel

## Verkehr
Entlang des Moselufers zieht sich die B 49 durch Moselweiß. Mit Errichtung der Kurt-Schumacher-Brücke besteht seit 1990 eine Straßenverbindung zu dem auf der anderen Moselseite liegendem Stadtteil Metternich. Im Osten und Süden wird Moselweiß von der Moselstrecke begrenzt, die im Süden über die Gülser Eisenbahnbrücke nach Güls führt und im Ort einen Haltepunkt ⊙ hat. Dort verkehren folgende Züge:
| Linie | Bezeichnung   | Linienverlauf                                                         | Taktfrequenz                                        |
| ----- | ------------- | --------------------------------------------------------------------- | --------------------------------------------------- |
| RB 81 | Moseltal-Bahn | Koblenz – Koblenz-Moselweiß – Cochem – Bullay (DB) – Wittlich – Trier | 60 min (in der HVZ Verstärkerzüge Koblenz – Cochem) |

## Persönlichkeiten
Folgende Persönlichkeiten wurden in Moselweiß geboren:
- Johann Lutter von Kobern, Raubritter
- 1864: Nicola Perscheid, Fotograf
- 1926: Rudi Gutendorf, Fußballtrainer
- 1967: Andreas Nick, Politiker